# Cervus canadensis merriami
Il wapiti di Merriam (Cervus canadensis merriami Nelson, 1902) era una sottospecie di wapiti, ormai estinta, diffusa un tempo nelle montagne del sud del Nuovo Messico e dell'Arizona.

## Impatto con l'uomo

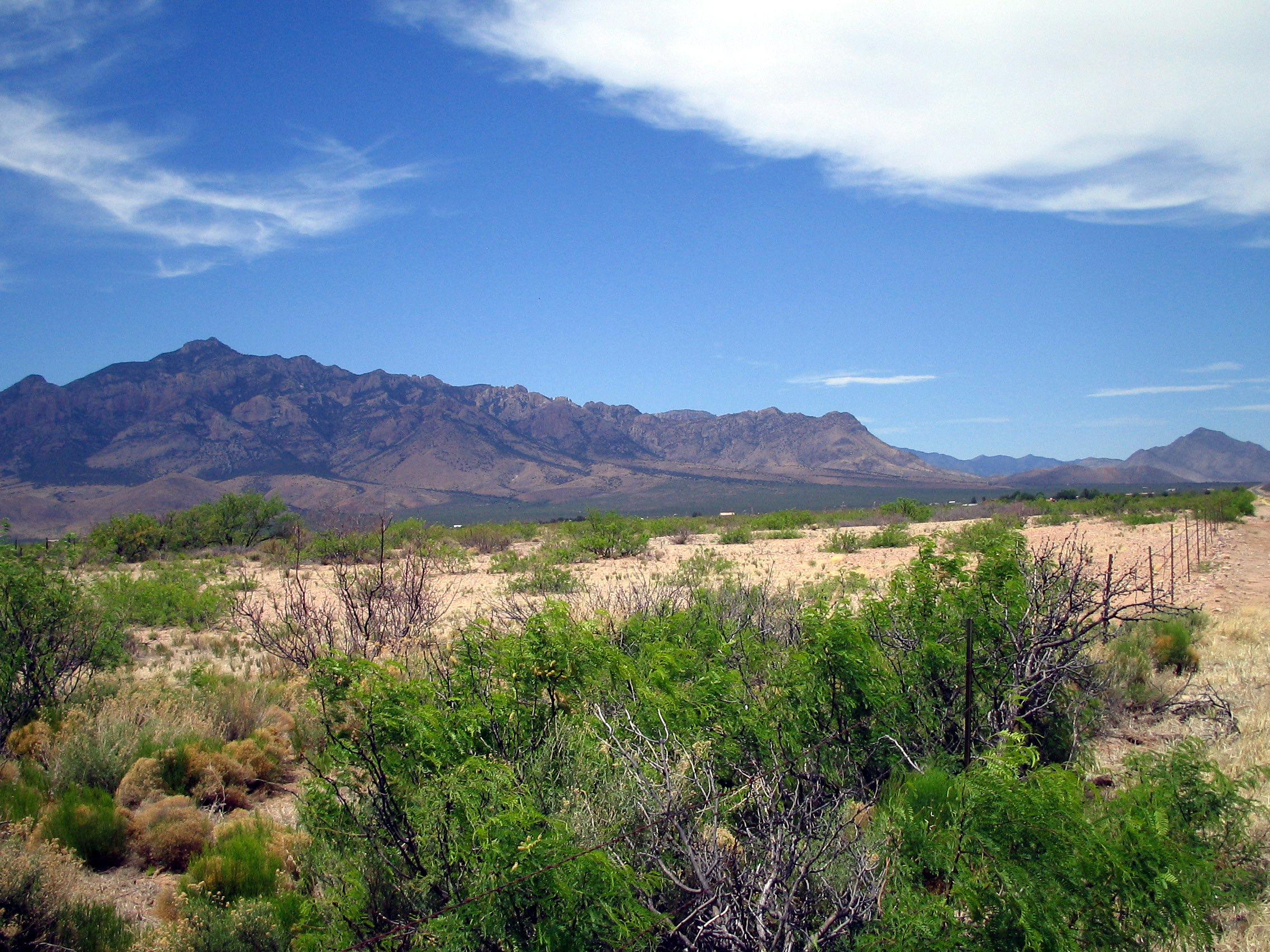
I Monti Chiricahua, uno degli ultimi rifugi del wapiti di Merriam.

Quando il cugino orientale si estinse questo meraviglioso cervo era ancora numerosissimo verso il confine messicano, poi iniziò anche il suo declino, in gran parte a causa dell'aumento degli allevamenti. Infatti il wapiti non poteva competere con il bestiame dalle corna lunghe su quelle terre di pascolo eccessivo. Il wapiti di Merriam era di colore rossiccio come il wapiti orientale, ma rispetto a quest'ultimo e a quello delle Montagne Rocciose era certamente più grande, con una grossa testa e corna ramificate più erette.
Vernon Bailey, l'esperto dei mammiferi del Nuovo Messico, ritiene che le corna ramificate che Montezuma mostrò a Hernán Cortés fossero di wapiti di Merriam; non è chiaro però se si voglia suggerire che un tempo il territorio del wapiti era più vasto. In ogni caso nel XIX secolo si avvistavano ancora, sul confine messicano, dei branchi con più di 2000 esemplari. Sembra che il calo più significativo sia cominciato verso il 1860 e che vent'anni dopo il wapiti non esistesse più nel Nuovo Messico e fosse presente solo in Arizona: tra il Blue River e il Black River, sui «bellissimi prati umidi nel cuore di una foresta di abeti sull'ondulata sommità del Prieto Plateau», e sui Monti Chiricahua verso sud-est. Benché il wapiti di Merriam fosse più a suo agio tra i boschi del wapiti orientale, gli ultimi rifugi non erano però i suoi habitat ideali, specialmente perché andavano dai 2500 ai 3000 metri di altitudine e avevano perciò degli inverni molto rigidi.

## Estinzione
Nonostante la protezione legale dal 1870 in poi, quel magnifico cervo gigante fu perseguitato fino a che non si estinse. L'ultimo branco, poco più di un nucleo familiare, venne ucciso sotto le pendici dei Monti Fly e Chiricahua nel 1906.